# Százlábúak

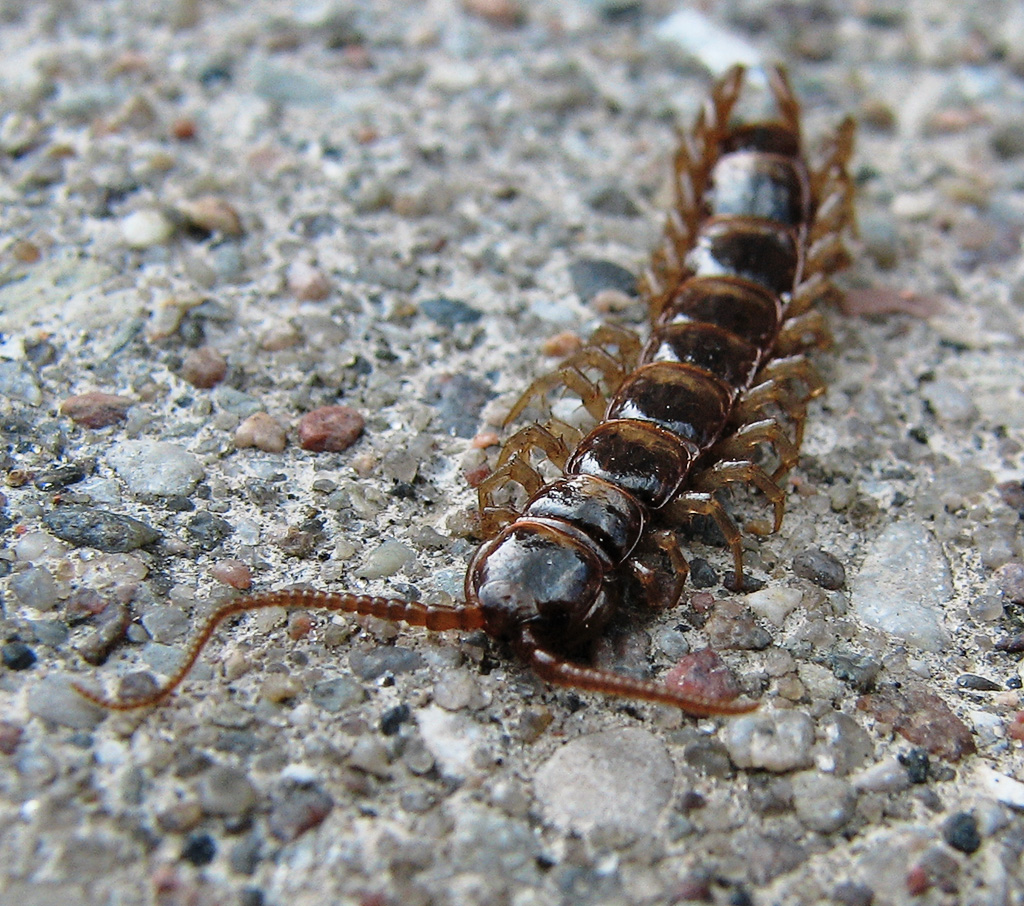
Barna százlábú (Lithobius forficatus)

A százlábúak (Chilopoda) a soklábúak (Myriapoda) altörzsének egyik osztálya.
A százlábúak fürge mozgású, ragadozó életmódot folytató ízeltlábúak, amelyek szúrós, kampóalakú szervvé vált első pár lábuk segítségével mérgezik meg áldozataikat.

## Előfordulásuk
A százlábúak a sarkvidékeken és a Szahara középső részén kívül valamennyi forró- és mérsékelt égövi területen előfordulnak. A barna százlábú Európában, Észak-Afrikában, valamint Észak- és Dél-Amerikában honos. Az ember nem jelent rájuk nézve közvetlen fenyegetést. A százlábúak megakadályozzák a kerti kártevők elszaporodását.

## Megjelenésük
A százlábúak hossza legfeljebb 30 centiméter. A lábak száma 15-101 pár között van. Az első pár láb hegyes, szúrós, kampó alakú szervvé alakult át, a végén méregmirigy helyezkedik el. Ha a százlábú elveszíti az egyik lábát, másik nő helyette. Az új láb minden vedlés során egy kicsit hosszabbra nő. Egyes fajok foszforeszkáló váladékot termelnek, és veszély esetén ezzel ijesztik el ellenségüket.

## Életmódjuk
A százlábúak éjjel aktívak és magányosan élnek. Táplálékuk rovarok, férgek, meztelencsigák; olykor fajtársaikat is megeszik. A százlábúak legfeljebb 6 évig élnek.

## Szaporodásuk
A párzási időszak az enyhébb éghajlatú területeken rendszerint tavasztól őszig tart. A nőstény egyenként vagy csomókban rakja le a talajra a petéit. A kifejlődéshez 3 hét kell, hogy elteljen. Számos fajnál a nőstény őrzi és tisztán tartja a petéket, amíg a kis százlábúak kikelnek.

## Néhány hazai faj
- közönséges rinya (Necrophlosophagus longicoreis) - teste világos színű, mivel ideje jelentős részét a föld alatt tölti. Hosszú, szelvényes testén sok pár rövid láb helyezkedik el.
- barna százlábú (Lithobius forficatus)  a kifejlett állatnak 15 pár lába van. Lábai testének hátsó részén hosszabbak. A teljes testhossz eléréséig néhány alkalommal levedli a bőrét. Első pár lába hegyes, szúrós, kampó alakú szervvé alakult át, két utolsó lábát előrehaladáskor nem használja.
- légyölő pókszázlábú (Scutigera coleoptrata) - rövid testén fürge lábak ülnek. Hosszú tapogatói érzékenyek. Ez a százlábúfaj Európában őshonos, de ma már világszerte elterjedt.